# Pol Andiñach i Viñals
Pol Andiñach i Viñals (Vilassar de Mar, 29 de setembre de 1991) és un youtuber, escriptor i exporter del Club Esportiu Mataró. És llicenciat en Periodisme per la Universitat Autònoma de Barcelona. Va treballar com a periodista al mitjà digital PlayGround i va impulsar el col·lectiu de comunicació Cuellilargo, del qual és coordinador juntament amb el realitzador Pol Mallafré, que realitza videoassajos sobre l'actualitat política a mode de discurs contrahegemònic per a «desemmascarar les misèries del sistema».
L'any 2021, va publicar el seu primer assaig, Tothom pot ser antifa. Manual pràctic per destruir el feixisme, un llibre a mode de manual que convida a exercir l'antifeixisme d'«espectre complet» en el marc d'un moviment social ampli i divers on hi pugui cabre tothom, i a la construcció d'espais lliures i segurs contra els discursos d'odi.

## Obra publicada
- Tothom pot ser antifa. Manual pràctic per destruir el feixisme. Tigre de Paper, 2021. 978-84-16855-95-7.[7]